# Famille Macintosh LC

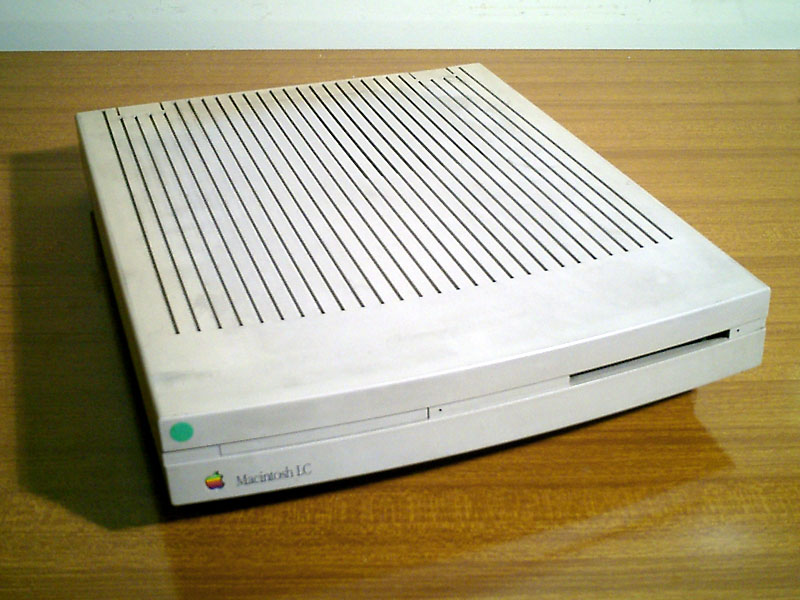
un Macintosh LC, d'environ 1990.

Les Macintosh LC sont une gamme d'ordinateurs commercialisés par Apple entre 1990 et 1995. Conçus principalement pour le marché de l'éducation, ils se caractérisaient par leur prix peu élevé pour un ordinateur supportant un affichage en couleur (LC signifie Low-cost Color). Ils furent l'une des familles de Macintosh les plus populaires dans l'histoire d'Apple.
Ils furent incorporés à partir de fin 1995 dans la gamme Power Macintosh (séries 5200 LC notamment).